# Sofia Polcanova
Sofia Polcanova, née le 3 septembre 1994, est une pongiste autrichienne d'origine moldave.
Elle représente l'Autriche lors des Jeux olympiques d'été de 2016 et de 2020. Elle remporte le titre de championne d'Europe en simple et en double lors des Championnats d'Europe de tennis de table 2022. En double dames elle était associée avec la roumaine Bernadette Szőcs. Elle remporte également une médaille de bronze en double mixte associée avec son compatriote Robert Gardos. En 2024, lors des Championnats d'Europe, elle remporte la médaille d’or de l’épreuve individuelle en battant en finale la Roumaine Szöcs.

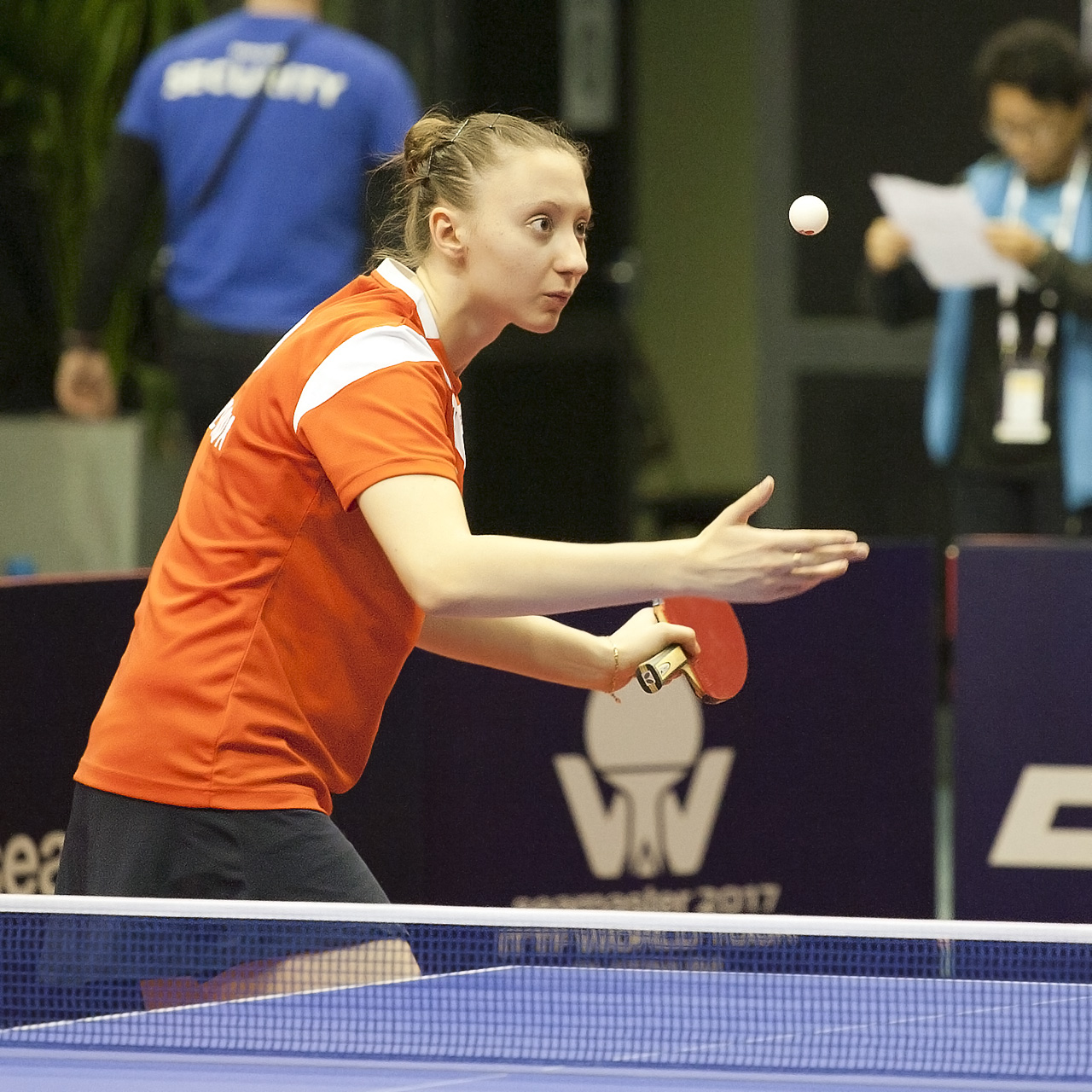
Sofia Polcanova lors de l'Open d'Allemagne en 2017

## Palmarès

### Championnats d'Europe
- Championnats d'Europe 2022 à Munich
  - Simple dames :  Médaille d'or
  - Double dames :  Médaille d'or (avec Bernadette Szőcs)
  - Double mixte :  Médaille de bronze (avec Robert Gardos)
- Championnats d'Europe 2024 à Linz
  - Simple dames :  Médaille d'or
  - Double dames :  Médaille d'argent (avec Bernadette Szőcs)
  - Double mixte :  Médaille d'argent (avec Robert Gardos)